# Priogymnanthus
Priogymnanthus es un género con tres especies de plantas perteneciente a la familia Oleaceae. Es originario de Ecuador hasta el norte de Argentina.

## Etimología
El nombre del género fue dedicado a J.B.Picconi, horticultor italiano del siglo XIX.

## Especies
- Priogymnanthus apertus (B.Ståhl) P.S.Green, Kew Bull. 49: 283 (1994).
- Priogymnanthus hasslerianus (Chodat) P.S.Green, Kew Bull. 49: 281 (1994).
- Priogymnanthus colombianus Fern.Alonso & P.A. Morales-M., Phytotaxa. 399: 3 (2019).